# Sébastien Roduit
Sébastien Roduit (* 24. September 1977 in Martigny) ist ein schweizerischer Basketballtrainer. 

## Werdegang
Roduit war bis 2002 Assistenztrainer und von 2002 bis 2007 Cheftrainer des BBC Monthey. Unter seiner Führung wurde Monthey 2005 Schweizer Meister und gewann 2003 sowie 2006 den Pokalwettbewerb. Ende November 2008 übernahm er übergangsweise abermals das Traineramt bei dem Verein, nachdem sich François Wolhauser aus gesundheitlichen Gründen zurückgezogen hatte. Im Dezember 2008 übergab Roduit das Amt an Darko Ristic.
Im September 2008 wurde Roduit Schweizer Nationaltrainer, nachdem er zuvor bereits Assistenztrainer der Schweizer Nationalmannschaft gewesen war. Nach vierjähriger Amtszeit beendete Roduit im September 2012 seine Arbeit als Nationaltrainer.
Von Juni 2015 und bis Ende Mai 2016 sass er im Führungsgremium des Schweizer Basketballverbands und war dort für technische Belange zuständig. 2018 wurde er beim BBC Monthey als technischer Direktor tätig und übte das Amt bis 2019 aus.